# Steirische Kulturinitiative
Die Steirische Kulturinitiative ist Produzentin und Vermittlerin in den Bereichen bildende und Medienkunst, Tanz, Theater und Literatur. Sie wurde 1977 mit dem Ziel gegründet, die steirische Kunstszene zu diversifizieren und zu beleben. Den Vereinsvorsitz übernahm im Jahr 2000 der vormalige Grazer Kulturstadtrat Karl-Heinz Herper. Eines der selbst auferlegten Ziele der Steirischen Kulturinitiative ist die Herstellung eines wachsenden Verständnisses zwischen Kunstprozessen und den vielen parallelen, immer häufiger gestressten Gesellschaften.

## Tanz
Ein Schwerpunkt der Sparte Tanz ist Butoh, eine aus Japan stammende Tanzform. Beteiligte Choreografen waren unter anderem Yumiko Yoshioka, Ko Murobushi, Moe Yamamoto, Kei Shirasaka, Jean Daniel Fricker und Shinichi Momo Koga sowie der Regisseur und Bühnenbildner Joachim Manger und der Lichtdesigner Takashi Miyamukai. Musikalische Begleiter waren unter anderem Zam Johnson, Myra Melford und Bernhard Weiss.

## Bildende Kunst
Bildende Künstler haben aus verschiedenen Gründen (bescheidene Ausbildungsmöglichkeiten in der Steiermark, ökonomisch schwach entwickeltes Galerienwesen, „Zurückhaltung“ der großen Interessensvertretungen) nur eingeschränkte Möglichkeiten, ihren Lebensunterhalt aus ihrer Kunst zu bestreiten.
Die Steirische Kulturinitiative eröffnete 1999 das Studio KI im ehemaligen Palais Dietrichstein als Ort für kulturelle Projektarbeit der Off-Szene in Graz-Mitte.

## Geschäftsführung
- 1980 bis 1993 Helga Konrad
- 1994 bis 2021 Herbert Nichols-Schweiger
- 2022 Edith Risse
- seit 2023 Nicole Pruckermayr[1]

## Publikationen/Projekte (Auswahl)
- Time Exchange - Medienjugend, Kiosk, house of sounds, InfoG, Vitrine, kuratiert von Erwin Posarnig und Joachim Baur. Künstlerische Beiträge von Seppo Gründler, Josef Klammer, Judith Leikauf, Winfried Ritsch, Cynthia Schwertsik, Hg. Sterz - Zeitschrift für Literatur, Kunst und Kulturpolitik, Nr. 75, 1997.
- Schafft Kultur neue Arbeit? Textbeiträge von u. a. Literas Verlag, Wien 2000. ISBN 3-85429-300-3
- Irmgard Schaumberger, Heinz Etzel: Synchron. Hrsg. Steirische Kulturinitiative. Graz 2001.
- Butoh – Klärende Rebellion. Tanzlabor Graz. Hrsg. Herbert Nichols-Schweiger. Böhlau Verlag, Wien 2003. ISBN 3-205-77161-3
- Bruno Wildbach: Humansize. Textbeitrag von Werner Fenz und ein Gespräch mit Frauke Franckenstein. Hrsg. Steirische Kulturinitiative. Graz 2004
- W. W. Anger: Subsysteme. Das Werkbuch. Hrsg.: Werner Fenz, Verlag Bibliothek der Provinz, Weitra 2005.
- Fritz Ganser:  Sprachbilder. Hrsg. Steirische Kulturinitiative. Leykam Verlag, Graz 2008. ISBN 978-3-7011-7645-8
- Schmalz-Stuhlman: Handlungsspuren, Geschichtete Präsenzen. Hrsg. Steirische Kulturinitiative, Konstanz und Graz 2008.
- Friedrich Knilli: Das Hörspiel in der Vorstellung der Hörer. Selbstbeobachtungen. Peter Lang Verlag, Frankfurt am Main 2009. ISBN 978-3-631-56127-0
- Die Szene und ihre Initiativen. Handbuch der freien Szenen in der Steiermark. Hrsg. Herbert Nichols-Schweiger. Leykam Verlag, Graz 2010. ISBN 978-3-7011-7729-5
- Arnold Reinisch: Resurr€©tion. Hrsg.: Herbert Nichols-Schweiger und Arnold Reinisch. Verlag Bibliothek der Provinz, Weitra 2011. ISBN 978-3-902416-62-9
- Heinz Hartwig. Regisseur für Theater und Hörspiel, Förderer und Gestalter des kulturellen Wandels. Hrsg.: Werner Fenz u. a. Leykam Verlag, Graz 2012. ISBN 978-3-7011-7810-0
- Liberation in Progress. Ein Projekt von Josef Schützenhöfer und Klaus Zeyringer. Hrsg. Herbert Nichols-Schweiger und Simon Brugner. Leykam Verlag, Graz 2012. ISBN 978-3-7011-7838-4
- Alfred Resch, Licht & Geräusch – Objekte & Installationen. Textbeiträge von Martin Behr u. a. Hrsg. Steirische Kulturinitiative, Edition Keiper, Graz 2013. ISBN 978-3-902901-41-5
- Sarah Bildstein, connected component, Kuratorin: Sofie Mathoi. Hrsg. Steirische Kulturinitiative, Graz 2014. ISBN 978-3-200-03808-0.
- Kurt Stadler, Sammelsurium. Eine Raumkomposition. Textbeiträge von Alexandra Riewe u. a. Hrsg. Steirische Kulturinitiative, Verlag Bibliothek der Provinz, Weitra 2014. ISBN 978-3-99028-427-8
- Sigi Faschingbauer, Im Regen die Tinte. Ein künstlerischer Streifzug durch die Südwest-Steiermark mit Birgit Pölzl u. a. Hrsg. Steirische Kulturinitiative, Edition Keiper, Graz 2015. ISBN 978-3-902901-83-5.
- Resanita. Wilde Frau, Anita Fuchs & Resa Pernthaller, Texte von Lucas Gehrmann u. a. Hrsg. Steirische Kulturinitiative, Verlag Bibliothek der Provinz, Weitra 2016. ISBN 978-3-99028-553-4.
- Es gibt den Weg. Richard Kratochwill – Künstler und Kulturarbeiter, Textbeiträge von Richard Kriesche u. a. Hrsg. Steirische Kulturinitiative, Forum Stadtpark Verlag 2016. ISBN 978-3-901109-47-8
- Are You Still Alive? Voices of Conscience at a Time of Silencing, Mit Werken von Didem Erk u. a. März 2017.
- Butoh. Bewegte Körper - Metamorphosen der Seele. DVD + Book, Texte von Herbert Nichols-Schweiger u. a. Hrsg. Steirische Kulturinitiative, Juni 2017. ISBN 978-3-200-05153-9
- Liberation Continued. Begründet von Josef Schützenhöfer und Klaus Zeyringer, Hrsg. Herbert Nichols-Schweiger u. Simon Brugner. 2. stark erweiterte Auflage. Leykam Buchverlag 2017, ISBN 978-3-7011-8048-6
- Strange ALLiBERT, Markus Wilfling, Bildlexikon eines individuellen Phänomens. Mit Texten von Thomas Miessgang u. a. Hrsg. Steirische Kulturinitiative, 2018. ISBN 978-3-200-05633-6
- und/oder/ist – and/or/is. Irmgard Schaumberger, Ein Buch von Evelyn Kraus u. a. Mit Beitr.von Werner Fenz u. a. Hrsg. Steirische Kulturinitiative 2018, Verlag Bibliothek der Provinz, Weitra. ISBN 978-3-99028-793-4
- Colombia Paper. Franz Konrad, Auf-Zeichnungen aus einem fernen Land, Texte von Günther Holler-Schuster u. a., Hrsg. Steirische Kulturinitiative 2019.
- Lisa D., Klääsch. Zusammenstöße mit Kunst, Mode und anderen Disziplinen 1984-1994 (2010). Hrsg. Steirische Kulturinitiative in Verbindung mit Brigitte Bidovec 2019. Maro Verlag, Augsburg. ISBN 978-3-87512-488-0
- Mizzi Pur, Kraft-Werk, Ausstellung in der Galerie Arcade, Liezen, Texte von Daniel Krammer, Edith Risse u. a., Hrsg. Steirische Kulturinitiative 2020.
- Styrian Power, B 47,0641 - L 15,4116. Kuratiert von Erwin Stefanie Posarnig, 28 Künstler*innen, Fotodokumentation und Texte von Erwin Posarnig, Herbert Nichols-Schweiger, Monika Holzer-Kernbichler und Karl Heinz Herper, Hrsg. Steirische Kulturinitiative, 2021.
- Ren-dez-vous des amis. Eine Konstellation von Kurt Stadler, hrsg. Steirische Kulturinitiative, Texte von Herbert Nichols-Schweiger, Alexandra Riewe, Kurt Stadler, Ulrich Tragatschnig und Josef Wallner, Verlag Bibliothek der Provinz, Weitra. ISBN 978-3-99028-997-6
- lebenslang malen. Eilfried Huth. Gespräch von Eilfried Huth, Karl Heinz Herper und Heidrun Primas, Epilog von Karl-Heinz Herper. Katalog, Ausstellung in der Galerie Blazek 2022, Herausgeber Steirische Kulturinitiative im Forum Stadtpark Verlag, Graz 2022, ISBN 978-3-901109-79-9.